# ولامدر
ولامدر روستایی از توابع بخش محمدیه شهرستان البرز در استان قزوین ایران است.
زبان اصلی اهلی ولامدر تاتی است.

## جمعیت
این روستا در دهستان حصار خروان قرار دارد و براساس سرشماری مرکز آمار ایران در سال ۱۳۸۵، جمعیت آن ۱۴۴ نفر (۴۳خانوار) بوده‌است. *